# Cotylelobium lewisianum
Cotylelobium lewisianum är en tvåhjärtbladig växtart som först beskrevs av Trim. och Joseph Dalton Hooker, och fick sitt nu gällande namn av Peter Shaw Ashton. Cotylelobium lewisianum ingår i släktet Cotylelobium och familjen Dipterocarpaceae. Inga underarter finns listade i Catalogue of Life.